# Kalilunjar (Banjarmangu)
Kalilunjar is een bestuurslaag in het regentschap Banjarnegara van de provincie Midden-Java, Indonesië. Kalilunjar telt 2651 inwoners (volkstelling 2010).